# Religion traditionnelle javanaise

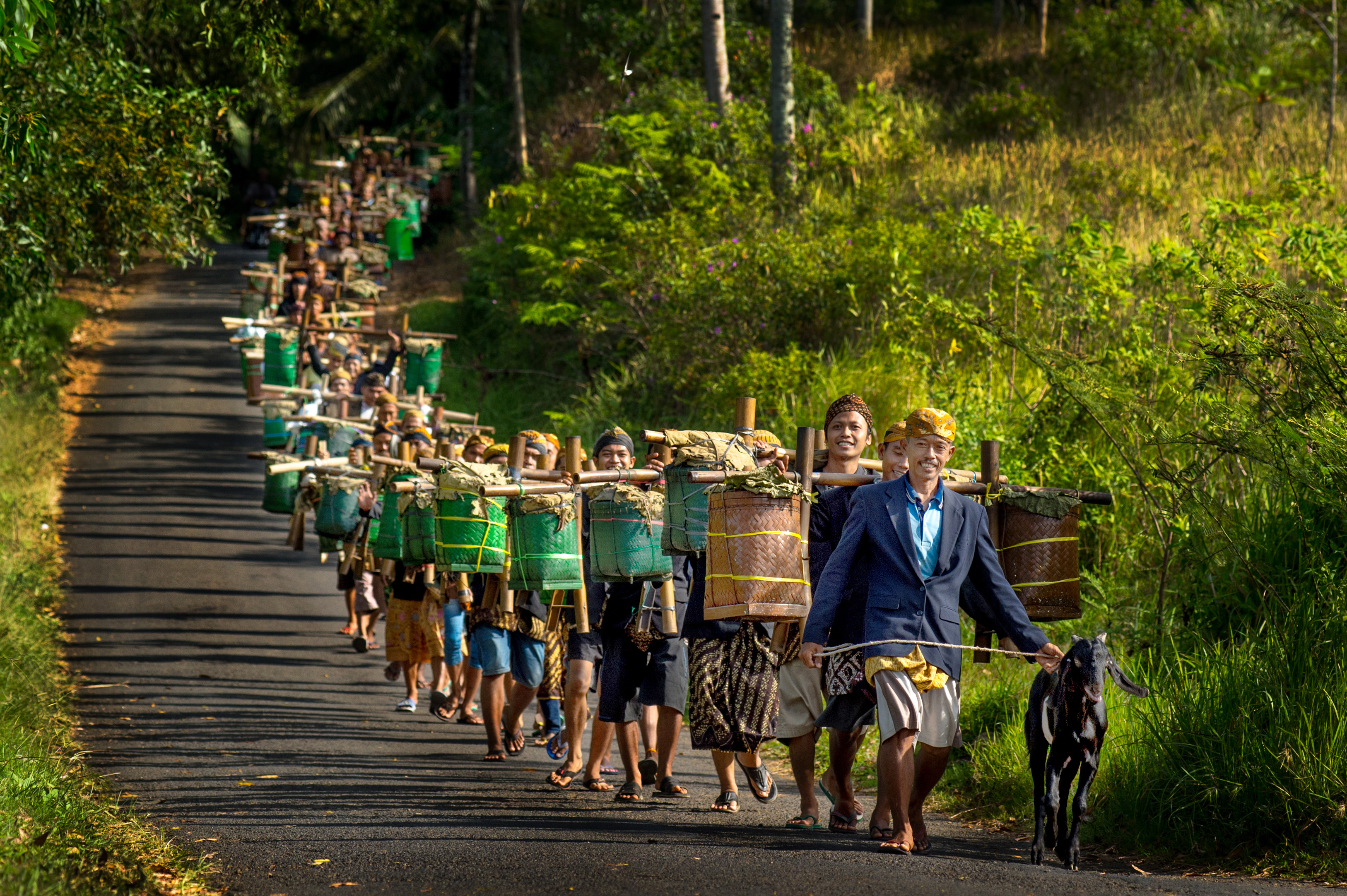
Un Unggahan, rituel de type slametan de la religion traditionnelle javanaise, se fait peu avant le ramadan, dans le Kabupaten de Banyumas. C'est une marche d'une douzaine de kilomètres vers la tombe de leurs ancêtres pour les honorer.

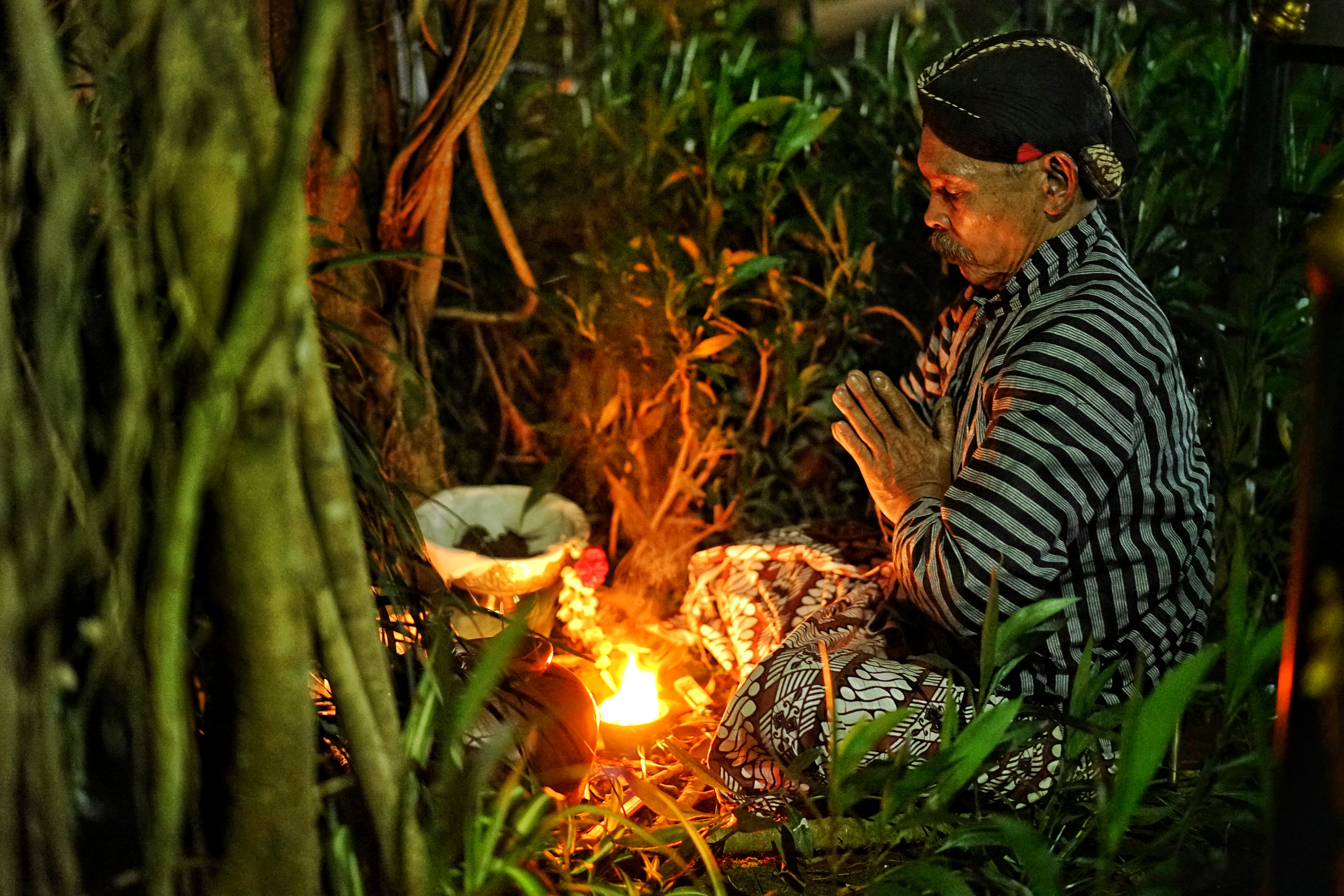
Rituel kejawen dans la région de Wonosobo dans le centre de Java

La culture javanaise est empreinte de croyances et de pratiques antérieures à l’arrivée des grandes religions. On appelle kejawen (de Jawi, “Java") l’ensemble des éléments de la culture javanaise considérés comme essentiellement javanais. On traduit ce mot par "javanisme". Des historiens font remonter ces  croyances et rituels à la période hindou-bouddhique de l’histoire de Java central et oriental, qui va du VIIIe  au  XIVe siècle apr. J.-C. L’ensemble de ces valeurs culturelles produit un système de pensée qui donne aux Javanais des repères pour la conduite de leur vie quotidienne.
Les Sundanais de Java Ouest ont à peu près les mêmes pratiques et croyances, qu'ils appellent agama Sunda Wiwitan.
Le kejawen n’est pas un système religieux, mais il comporte des valeurs éthiques et spirituelles tirées de la tradition javanaise. Cet aspect du kejawen est appelé kebatinan (de l’arabe bathin, "intérieur, spirituel").
Le kejawen vise un mode de vie bon et approprié (urip sejati) pour parvenir à une relation harmonieuse entre le serviteur et son Dieu (jumbuh ing kawula Gusti). Vivre harmonieusement est fondamental. Ceci implique une relation harmonieuse entre les personnes en société, entre les hommes et l’univers, et entre les hommes et Dieu. Dès leur plus tendre enfance, on apprend aux Javanais à croire en Dieu, à avoir un comportement moral, à observer l’étiquette. Un concept cher aux Javanais est celui de mamayu-ayu ning buwono, “rendre le monde beau”, c’est-à-dire préserver l’univers pour le bien-être de ses habitants. Cette attitude se reflète dans des traditions et rituels tournés vers la nature. Pour un  Javanais, toutes les religions sont bonnes.
Comme ailleurs en Indonésie, la vie à Java est marquée par une série de rites de passage : la coupe symbolique d’une mèche de cheveux de l’enfant à son premier mois, le tedhak siti (« descente sur terre ») symbolisant le moment où il peut ne plus être porté en permanence, la circoncision pour les garçons, les premières règles pour les filles. Le mariage lui-même comporte un ensemble de rituels symboliques. Le septième mois de grossesse est également marqué par une cérémonie. Après la naissance de l’enfant, le cycle reprend.
Comme ailleurs en Indonésie, on donne à ces occasions un slametan (repas propitiatoire). Le but du slametan est d’assurer paix (le mot vient de l’arabe salam, “paix”) et prospérité à la communauté. Mais on donne aussi un slametan lorsque survient une crise, ou que l’équilibre de l’existence est perturbé. Le rôle du slametan est de contribuer au maintien de l’harmonie, condition nécessaire pour obtenir la protection des leluhur (ancêtres), des esprits et de Dieu. En  d’autres occasions, on présente simplement un sesajen (offrande de fleurs et de nourriture). 
Dans le pencak, l’art martial traditionnel de Java, les sesepuh (anciens), les guru (maîtres) et les pendekar (combattants) sont censés préserver un héritage culturel qui inclut les secrets du kejawen. Ils doivent transmettre à leurs élèves l’ilmu, le “savoir” (de l’arabe ilm), qui est autant technique que mystique. À travers la pratique du silat, l’élève peut approfondir sa connaissance du kejawen et atteindre aux secrets mystiques. Il doit pour cela viser à l’idéal javanais d’humanité en maîtrisant ses passions.
La tradition des pusaka (objets hérités sacrés) est un autre aspect du kejawen. Elle reflète une conception où l’on accorde une âme aux objets.
La nuit qui précède un vendredi coïncidant avec le jour kliwon de la semaine javanaise de cinq jours a une importance particulière dans le kejawen, car les esprits sont censés être particulièrement présents. Chaque recoin de rizière et de forêt de Java s'ouvre alors à un monde peuplé de créatures maléfiques ou bénéfiques.
Les cours royales et princières de Surakarta et Yogyakarta sont considérées comme la source de cette culture. La Serat Centhini, poème épique, mystique et érotique écrit vers 1815 à la demande d'un prince de Surakarta pour contenir tous les "savoirs" (ilmu) de la tradition javanaise, est ainsi un des ouvrages de référence.

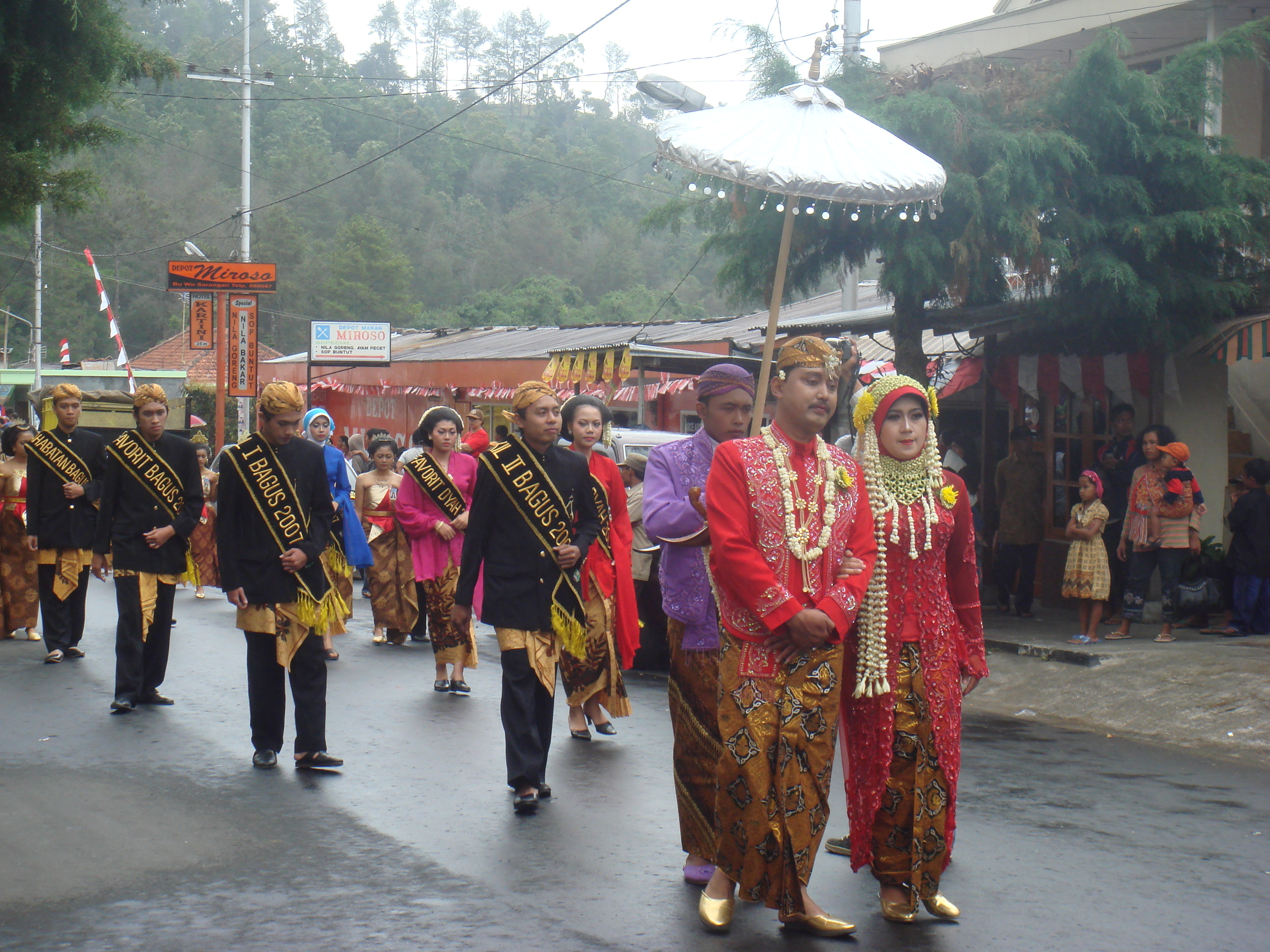
Le Labuh Sesaji ("lancé d'offrandes"), cérémonie dans le cadre du Bersih Desa du village de Sarangan dans le kabupaten de Magetan, Java oriental

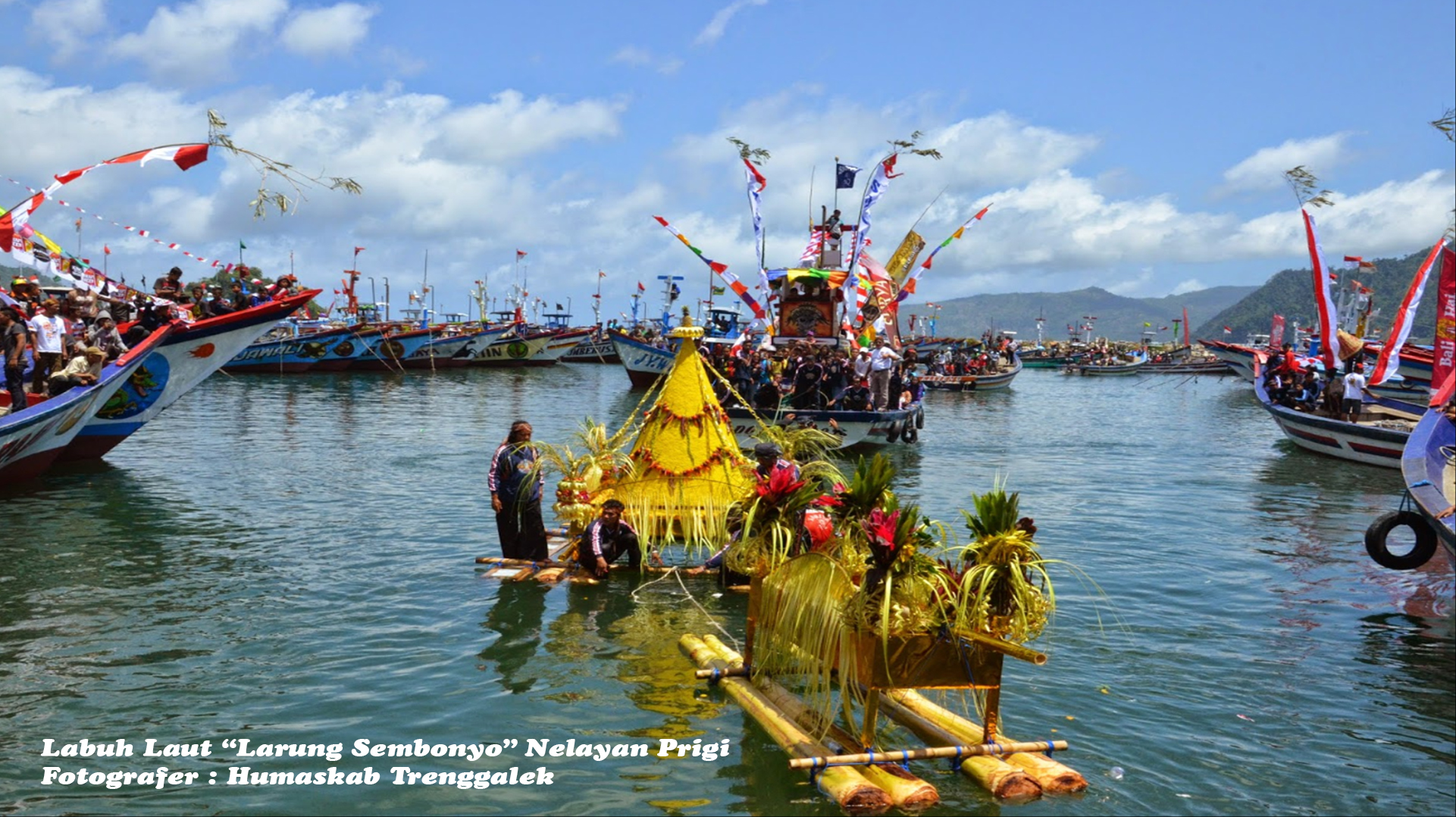
Un labuh laut ("lancé [d'offrandes] à la mer") dans le village de pêcheurs de Prigi dans le kabupaten de Trenggalek, Java oriental

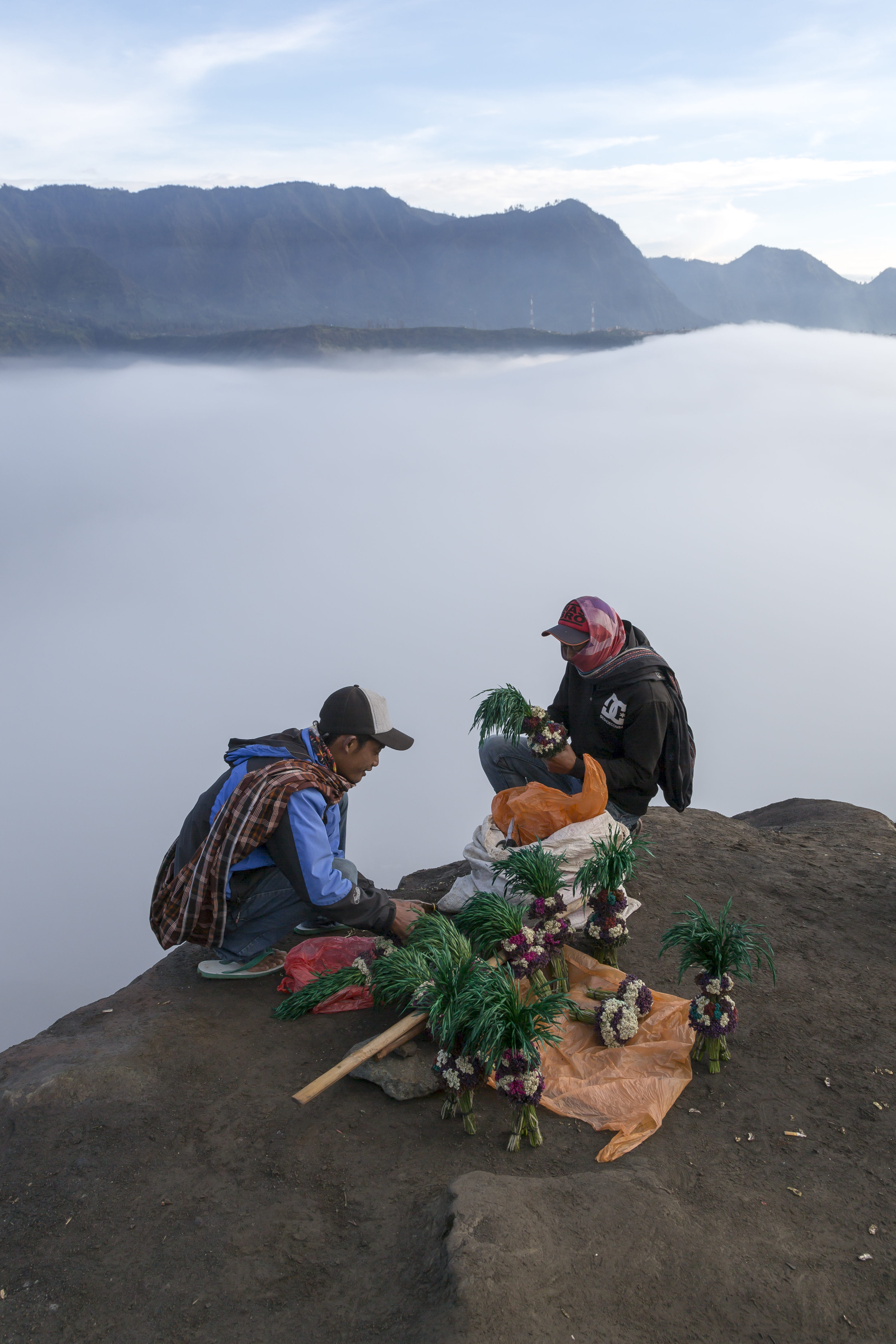
Vendeurs d'offrandes au bord du volcan Bromo, Java oriental

Mais cette culture et cette tradition se manifestent aussi dans les villages. La cérémonie du bersih desa ("nettoyer le village"), rite de purification du village, au cours duquel sont honorés Sri, la déesse du riz, l'esprit tutélaire du village ainsi que le cikal bakal ou fondateur mythique du village, en est un exemple.
Le kejawen se traduit également sur le plan politique. Il consiste à voter pour des partis non religieux, comme le PNI ou le PKI à l’époque de Soekarno, et de nos jours, le Golkar (ancien parti de Soeharto), le PDI-P (héritier du PNI) et le PKB (fondé par le dirigeant musulman et ancien président Abdurrahman Wahid, dit “Gus Dur”).
Certains comparent le kejawen au soufisme, dans lequel les adeptes se mettent en transe ou en ascèse pour accéder à Dieu. Le kejawen intègre en effet des éléments d'animisme, de bouddhisme, d'hindouisme, d'islam et de christianisme.
Cela dit, le contraste avec les grandes religions vient plus d'une différence d'orientation que d'une opposition entre deux identités culturelles qui s'excluraient l'une l'autre. Les "javanistes" en général adhèrent par ailleurs à une de ces grandes religions : le bouddhisme, le catholicisme, l'hindouisme, l'islam et le protestantisme. Dans les campagnes, où les habitants sont en général musulmans, les "javanistes" participent aux activités qui caractérisent l'islam villageois, comme la célébration des fêtes musulmanes, les rites de passage comme la circoncision des garçons, les rites mortuaires.
On peut définir comme "javanistes" les personnes qui accordent plus d'importance à la part javanaise de leur culture et considèrent leur adhésion à l'islam comme secondaire. Les "javanistes" ne constituent pas un groupe à part dans la société rurale javanaise.

## Une citation
“Le javanisme, ou fascisme javanais, maintient le pays dans l'esclavage. Le javanisme, c'est d'être loyal et obéissant envers vos patrons. Sous le javanisme, l'Indonésie n'est pas régie par la loi, la justice ou la vérité.” L’écrivain Pramoedya Ananta Toer dans sa dernière interview, recueillie par Andreas Harsono (« The Jakarta Post », 7 mai 2006).